# Časovka juniorek na Mistrovství světa v silniční cyklistice 2013

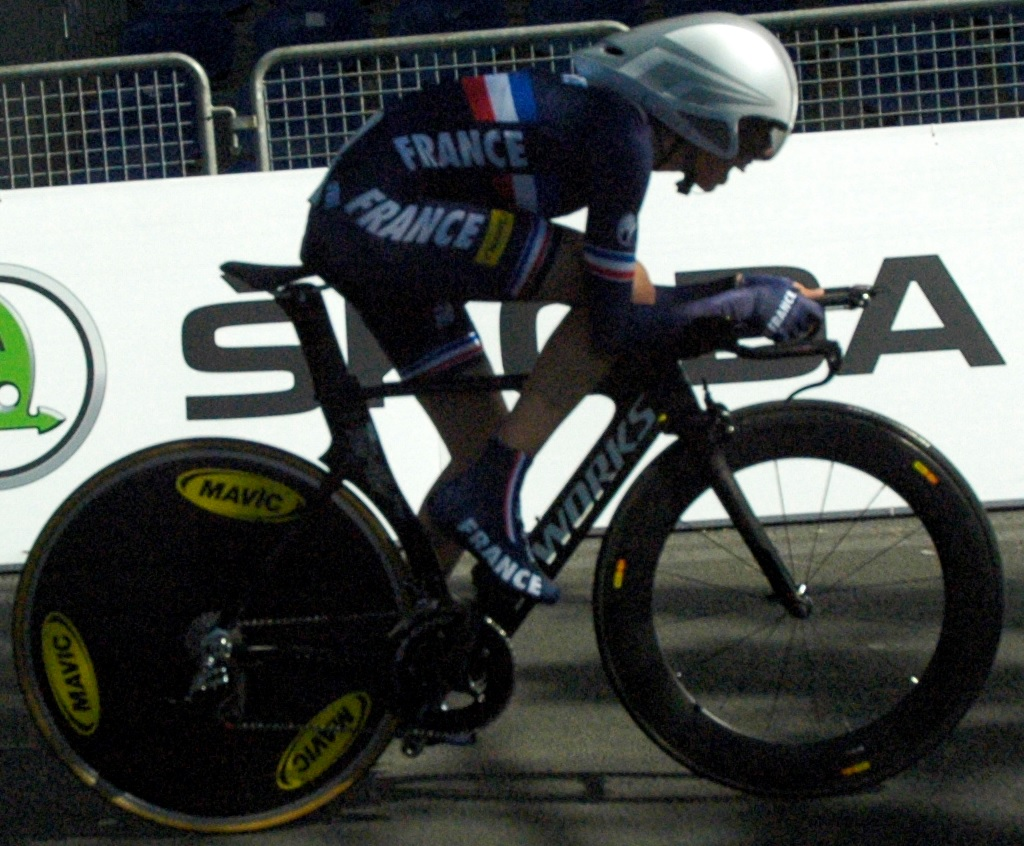
Séverine Eraudová

 Časovka juniorek na Mistrovství světa v silniční cyklistice 2013 proběhla 23. září 2013 ve městě Cascina s cílem ve Florencii.
Trať byl dlouhá celkem 16,27 km. Na startu byli i dvě české zástupkyně. Eliška Drahotová se umístila na 34. místě a její sestra Anežka Drahotová časovku nedokončila.

## Konečné pořadí
| Umístění | Tým                       | Čas            |
| -------- | ------------------------- | -------------- |
|          | Séverine Eraudová         | 22 min 42,63 s |
|          | Alexandria Nichollsová    | + 2,69 s       |
|          | Alexandra Manlyová        | + 8, 17 s      |
| 4        | Zavinta Titenyteová       | +11,49 s       |
| 5        | Anastasia Akovenková      | + 13,05 s      |
| 6        | Demi de Jongová           | + 14,11 s      |
| 7        | Kelly Catlinová           | + 20,72 s      |
| 8        | Floortje MacKayová        | + 21,04 s      |
| 9        | Kinley Gibsonová          | + 22,81 s      |
| 10       | Luisa Kattingerová        | + 23,47 s      |
| 11       | Olena Demydovová          | + 23,73 s      |
| 12       | Cecillie Uttrup Ludwigová | + 28,52 s      |
| 13       | Heidi Daltonová           | + 30,36 s      |
| 14       | Hélené Gerardová          | + 31,91 s      |
| 15       | Divon Hileyová            | + 32,78 s      |
| 34       | Eliška Drahotová          | + 1 15, 32 s   |
| DNS      | Anežka Drahotová          | DNS            |